# Mr Jukes
Mr Jukes (hoặc là mr jukes) là dự án hợp tác/ solo riêng của Jack Steadman, người đứng đầu Bombay Bicycle Club, anh ấy đã ký kết với hãng thu âm Island Records để ra sản phẩm đầu tay của riêng mình. Jack Steadman đã phát hành album đầu tay God First của mình với nghệ danh mr jukes vào tháng 7 năm 2017.
Vào tháng 1 năm 2016, Bombay Bicycle Club thông báo tạm ngừng các hoạt động âm nhạc vì các thành viên ban nhạc quyết định theo đuổi các dự án cá nhân của riêng họ.Steadman đã bắt đầu một chuyến đi vòng quanh thế giới và thu âm album solo của mình.Tại Thượng Hải,Trung Quốc. Steadman lên một con tàu chở hàng và xây dựng một phòng thu riêng trong cabin của mình và bắt đầu viết album solo của mình.
Lúc Steadman đọc cuốn sách khi đang đi trên tàu chở hàng, anh chợt thấy một nhân vật trong Typhoon của Joseph Conrad tên là Jukes (người chỉ huy binh nhì trên một con tàu đang tiến vào một cơn bão), sau đó anh bắt đầu lấy cái tên đó làm nghệ danh của mình: Mr Jukes

## Album
| Tiêu đề                              | Các bài nhạc trong Album |            |
| ------------------------------------ | --- | ---------- |
| God First: Album - Ngày ra mắt: 2017 | \| STT \| Nhan đề \| Thời lượng \| \| --- \| ----------------------------------------------------------------- \| ---------- \| \| 1. \| "Typhoon" \| 5:29 \| \| 2. \| "Angels / Your Love" (hợp tác với BJ the Chicago Kid) \| 5:12 \| \| 3. \| "Ruby" \| 4:23 \| \| 4. \| "Somebody New" \| 2:52 \| \| 5. \| "Grant Green" (hợp tác với Charles Bradley) \| 3:22 \| \| 6. \| "Leap Of Faith" (hợp tác với De La Soul & Horace Andy) \| 3:22 \| \| 7. \| "From Golden Stars Comes Silver Dew" (hợp tác với Lalah Hathaway) \| 2:49 \| \| 8. \| "Magic" \| 4:15 \| \| 9. \| "Tears" (hợp tác với Alexandria) \| 4:08 \| \| 10. \| "When Your Light Goes Out" (hợp tác với Lianne La Havas) \| 4:43 \| |            |
| STT                                  | Nhan đề | Thời lượng |
| 1.                                   | "Typhoon" | 5:29       |
| 2.                                   | "Angels / Your Love" (hợp tác với BJ the Chicago Kid) | 5:12       |
| 3.                                   | "Ruby" | 4:23       |
| 4.                                   | "Somebody New" | 2:52       |
| 5.                                   | "Grant Green" (hợp tác với Charles Bradley) | 3:22       |
| 6.                                   | "Leap Of Faith" (hợp tác với De La Soul & Horace Andy) | 3:22       |
| 7.                                   | "From Golden Stars Comes Silver Dew" (hợp tác với Lalah Hathaway) | 2:49       |
| 8.                                   | "Magic" | 4:15       |
| 9.                                   | "Tears" (hợp tác với Alexandria) | 4:08       |
| 10.                                  | "When Your Light Goes Out" (hợp tác với Lianne La Havas) | 4:43       |